# Собор Української католицької архієпархії Вінніпега

## Українська католицька церква в Канаді: «Хто ми такі?»
Висвітлення даного питання є своєрідним кроком до розкриття поняття власної автентичності та само-ідентифікації, через занурення до витоків та походження українських католиків у провінції Манітоба, Вінніпезької Архиєпархії.
Подається декілька пунктів-відповідей на дане питання:
1. Тут мова йде про тих, хто є нащадками найперших українських іммігрантів у Канаді, дідусі та прадідусі яких прибули на дану територію у кін. 1800-х на поч. 1900-х років. Більшість іммігрантів прибули з Західної України, яка на той час була під Австро-Угорщиною. Покинули вони власну батьківщину під тиском постійно нависаючої небезпеки голоду та нестабільних економічних обставин. Це були люди глибокої віри та довіри до Бога, які незважаючи на небезпеку, наважились на такий ризикований та нелегкий шлях в майбутнє, задля збереження життя, як власного так і своїх рідних та близьких. Більшість з них були будівничими перших католицьких церков на даній території та провідниками культурних, мовних та освітніх осередків власної традиції.
2. Ті, які приїхали після Першої світової війни, це люди які привезли із собою дух патріотизму, почуття власної державності та антипольські настрої, оскільки більшість з них були жертвами безжалісної полонізації з боку Польщі, в післявоєнний час.
3. Ті, що приїхали після Другої світової війни, доповнили настрої своїх попередників, привізши з собою сильне почуття націоналізму та політичної рішучості, як наслідок соціального та політичного пригноблення, через концентраційні табори та гулаги.
4. Ті, що прибули протягом останніх десяти років є дуже недавніми іммігрантами, що покинули Радянський Союз. Вони складають найменше число людей у католицькій церкві в Канаді та мало в ній задіяні.
5. Ті, хто неукраїнського походження, які взяли участь і житті католицької церкви через шлюби, або з цікавості до східної католицької традиції. Серед них є також значна частина римо-католиків які приєдналися до Української католицької церкви через власне незадоволення ситуацією в їхній церкві внаслідок Другого Ватиканського собору.

Ці вище перелічені пункти проливають світло на картину процесу імміграції в різних історичних періодах, в залежності від різних політичних та культурних пережиттів.

## Собор
Розгляд процесу передумов, перебігу та завершення собору, який можна умовно розділити на три основних пункти, а саме: вступ, процес та новий початок.
Вступ
Тут йде мова про апостольський лист Його Святості Івана Павла II «Novo Millennio Ineunte», до єпископів та вірних на закриті Великого Ювілею 2000 року, де папа роздумує над минулим та пропонує власне бачення майбутнього з Христом — як джерелом натхнення. Він заохочує всі помісні Церкви користати з отриманої ласки та всіляко намагатись втілити її у життя . Адже багато чого очікує Церкву попереду, а тому потрібно виробити ефективний план післяювілейної праці. Однак, Іван Павло II також зауважує, що, по своїй суті, справа не у винайденні якоїсь нової програми чи магічної формули щодо дії, а у віднайдені та переосмисленні вже існуючого матеріалу, або ж плану який міститься у Євангелії та живій Традиції, де центром всього є Особа самого Христа. А отже, ця програма, яка була актуальна для всіх часів, є програмою і для Третього тисячоліття, в якій заключається грандіозна праця пасторального відродження, яка торкається особисто кожного з нас .
Згідно побажань Римського Архієрея і відбулось планування подорожі віри та оновлення для Української католицької церкви у Вінніпезі, де був створений спеціальний архієпархіальний комітет по розгляду конкретних питань собору. Основними цілями було:
- Зібрання людей, духовенства, релігійних організацій Вінніпезької Архієпархії на спільні молитви, навчання та розбудову спільноти.
- Визначення напряму руху церкви у Вінніпезі та започаткування процесу її духовного оновлення.
- Винесення сформованих пропозицій за терени Архієпархії, у світ та зокрема поділитись ними з Україною.

Процес
Перша стадія: «Огляд парохій»
На даному етапі всім парохіянам було запропоноване невелике опитування та декілька практичних семінарів, задля визначення, як вікової категорії присутніх, так і рівня їх усвідомленості в самому процесі.
Друга стадія: «Собор»
Розпочався сам Соборовий процес, який зібрав духовенство, релігійні спільноти та мирян для прямого діалогу та спільної молитви. Це була триденна дискусія, яка мала на меті висвітлити проблеми що стоять перед католицькою церквою Вінніпегу та намагалась віднайти та полагодити можливі шляхи їх вирішення. Собор був організований зусиллями двох жінок: черниці Фрасез (О'Браян) та Барбари Бейкер, які успішно ведуть пасторальну, юридичну та адвокатську практики. Щодо черниці Фрасез то вона є бакалавром з релігієзнавства, магістром богослов'я та має за плечима пройдену підготовку з пасторальної адвокатури.
Спершу собор задав так званий тон дискусії затвердивши «Правила поведінки в групах» які повинні були виконуватись протягом всього процесу перебігу собору:
- Поважати думку один одного.
- Давати можливість кожному висловитись.
- Слухати та бути відкритим на інших.
- Діяти по-християнськи.

Наступним кроком було визначення головних переваг Української Католицької Церкви:
- Відданість та працьовитість людей.
- Багата літургійна традиція.
- Сильні історичні корені.
- Служіння бідним.
- Українська культура та мова.
- Євангелізація.
- Почуття спільнотності.

Третім кроком було формулювання тем для відкритої дискусії. Було виокремлено 14 головних тем:
1. Євангелізація.
2. Фінансові потреби.
3. Розвиток керівництва.
4. Потреби молоді.
5. Освіта та духовний розвиток.
6. Питання, пов'язані із життям на селі.
7. Секулярний гуманізм.
8. Роль жінок.
9. Збереження східного обряду.
10. Ефективне використання людських ресурсів.
11. Ефективне спілкування.
12. Покликання.
13. Послідовність та керівництво.
14. Образ нашої Церкви.

Далі відбулось відкрите обговорення даних тем в рівній дискусії. Було проведено три сесії, де учасники мали можливість відкрито висловитись в контексті розгляду та обговорення тих чи інших питань.
Вся інформація була осмислена та посортована за трьома основними напрямками:
1. Що нас гальмує?
2. Куди ми прямуємо?
3. Чого нам слід позбутися, щоб досягнути цілі?

На завершення було запропоновано деякі рекомендації та директиви щодо руху в даному напрямку.
Третя стадія: «Продовження подорожі»
Було створено спеціальний комітет для оформлення всіх матеріалів та рекомендацій, що були винесені та обговорені на соборі, у документ. Даний документ мав бути представлений на соборі у Львові 2002 року .
Новий початок
На закінчення були підведені підсумки проведеної роботи з боку духовенства та мирян, а також було чітко визначено майбутній напрям руху католицької церкви Вінніпезької Архієпархії, у світлі вчення Євангелія Ісуса Христа та зі збереженням вірності власним корінням та традиціям.

## Завершення
Собор закінчується звернення Вінніпезького архієпископа Михаїла (Бзделя) до делегатів Третьої сесії Патріаршого Собору УГКЦ, у якому він схвалює останній документ собору Української католицикої Архієпархії Вінніпега, під заголовком: «Ісус Христос — джерело нашого духовного відродження», як акт оновлення католицької церкви Вінніпега. Також архієпископ дякує всім хто брав участь в самому процесі перебігу собору, результатом якого стало створення надзвичайно важливого пакету пропозицій.